# Chiasmocleis carvalhoi
Chiasmocleis carvalhoi é uma espécie de anfíbio da família Microhylidae. Pode ser encontrada no Peru, na região de Loreto, e na Colômbia, no departamento de Leticia.
A espécie foi descrita em 1975 como Syncope carvalhoi, e em 2014 recombinada para Chiasmocleis carvalhoi.